# 大卫·本·西蒙会堂
大卫·本·西蒙会堂（Tzuf Dvash Synagogue）是一个塞法迪犹太人的犹太会堂，创建于1860年，奥斯曼帝国统时期，位于耶路撒冷旧城的犹太区，今天的地址是 Plugat ha-Kotel 街15号。
该会堂是以大卫·本·西蒙拉比（David ben Shimon）的名字命名，拉比于1854年从摩洛哥到达以色列地，创立了Mahane Israel，这是耶路撒冷旧城墙外的第二个犹太社区，仅次于平安居所（Mishkenot Sha’ananim）。
在19世纪，大批犹太人从北非国家到达耶路撒冷。在本·西蒙的影响下，在1860年，他们从更大的塞法迪犹太人耶路撒冷社区中分离出来，另外建立了“西方人会堂”（Westerners' Synagogue），与东方的米兹拉希犹太人相对。该建筑还设有社区的犹太学堂和一所养老院。
该社区的财产登记簿，写于本·西蒙（Ben Shimon）于1879年去世之后，登记有一个院子、两个犹太会堂，其中大衛·本·西蒙會堂是较“大而特别的那个”。楼上是犹太学堂，有三个房间。楼下是社区委员会的会议室，还有两个小房间，里面住着打扫院子的寡妇。登记册补充说，人们在每天午夜起床，去会堂研读经书。
1948年阿以战争之后，该建筑连同整个耶路撒冷旧城都被约旦占领。会堂被洗劫一空，但建筑物仍保持原状。六日战争之后，该建筑进行了翻新，并于1980年恢复为祈祷所。
1988年，法国犹太人修复了圆顶房间。该建筑还用作叶史瓦。